# Du Fey
Pour les articles homonymes, voir Villot.
Pierre-Louis Villot, dit Du Fey, est un acteur français né le 10 novembre 1665 à Pontoise et mort le 19 août 1736 à Paris. En 1695, il devient sociétaire de la Comédie-Française no 51.

## Biographie
Du Fey débute par le rôle de Nicomède, le 2 mai 1694. Tout d'abord, il joue les seconds rôles dans le tragique (par exemple dans Polymneste de Charles-Claude Genest le 12 décembre 1694) et dans le comique. Déjà l'année suivante, résulte son emploi permanent et il épouse l’actrice Marie Anne Devilliers, fille du sociétaire Villiers,. En 1700, il incarne Agénor dans la comédie Démocrite amoureux de Jean-François Regnard. Porte-parole et homme de confiance de la troupe, il défend les privilèges de la Comédie-Française chez les autorités. En effet, les théâtres de la foire enlèvent beaucoup de spectateurs à la Comédie française, qui voit une dangereuse concurrence. Après de nombreux procès menés devant le Châtelet et le Parlement de Paris, la Comédie française obtient l'interdiction des pièces dialoguées. (Voir Théâtre de la foire). Ainsi, les acteurs royaux exigent que les forains se contentent de la danse de corde, la jonglerie et similaires représentations silencieuses. Mais les forains déjouent par la ruse ces interdictions par des monologues, des jargons ou des écriteaux. Maintenant la situation empire dramatiquement. En 1709, Dufey et Dancourt, selon un Arrêt du Parlement mais en dépit d'un arrêt contradictoire du Grand Conseil font abattre la Loge de Holtz à la foire de St. Germain par des huissiers du Parlement. Ils sont condamnés chacun à une amende de 360 livres et la Comédie à une amende de 6000 livres par le Grand Conseil. Mais le verdict est levé par le Conseil Privé du Roi l'année prochaine.,
Dufey s'est retiré en 1712, et il est mort en 1736, âge de soixante-douze ans. Son frère Marc Antoine devient Intendant chez le Duc de Bouillon.

## Famille
Les nombreux contacts des Du Fey au cours des siècles avec le monde du thêâtre peuvent fasciner; mais la circonstance familiale du « Sieur du Fey » n'est pas encore très distincte. 
- 1655 : Mlle Du Fey, qui est de la maison de Pirant (Montpellier), «vielle et bonne noblesse», danse devant le Prince Armand de Bourbon-Conti sous la direction du jeune Molière dans le Ballet Les incompatibles à Montpellier. Ce ballet passe en quelque sorte pour le premier ouvrage de Molière. Mlle Du Fey est vraisemblablement une ancêtre de Villot-Dufey[6]. Montpellier alors est une bastion du Calvinisme. Mais ceux qui flirtent avec une carrière de théâtre, ont une bonne raison de revenir au catholicisme.
- 1695 : Villot Du Fey, préféré à plusieurs acteurs, devient sociétaire de la Comédie française, fondée après la mort de Molière.
- 1752,1753 : Dufay, Dufeu, danseuses à l'Opéra-Comique de Paris[7] ;
- 1794 : Mme Dufey, Vaudeville ;
- 1807 : Pierre Joseph Spiridon Duféy de l'Yonne, 1770-1854, avocat, est secrétaire en service du «Surintendant des Spectacles» Auguste Laurent de Rémusat de Napoléon Ier; en 1816, Duféy éditeur du libelle bonapartiste Le Nain tricolore (successeur du journal satirique Le Nain jaune de 1815) avec Émile Babeuf est condamné à la déportation à Mont-Saint-Michel; retourné en 1819, il devient historien et éditeur à Paris[8],[9]
- ca.1800 : Ed[o]uard Dufey, Acteur français va en Allemagne (avec protection par Duféy de l'Yonne?) au temps de Napoléon Ier, il joue à Strasbourg, Würtzbourg 1806, Augsbourg 1808, Ratisbonne et donne trois représentations exceptionnelles au Burgtheater Wien (Vienne d'Autriche) en août 1812 ; il encore possède une chevalière aux armes de Bourbons, probablement celle du Sieur du Fey.